# Вольково (Ґродзиський повіт)
Вольково (пол. Wolkowo) — село в Польщі, у гміні Каменець Ґродзиського повіту Великопольського воєводства.
Населення — 346 осіб (2011).
У 1975-1998 роках село належало до Познанського воєводства.

## Демографія
Демографічна структура станом на 31 березня 2011 року:
|          | Загалом | Допрацездатний вік | Працездатний вік | Постпрацездатний вік |
| -------- | ------- | ------------------ | ---------------- | -------------------- |
| Чоловіки | 176     | 38                 | 116              | 22                   |
| Жінки    | 170     | 44                 | 87               | 39                   |
| Разом    | 346     | 82                 | 203              | 61                   |